# Cristiano Doni
Cristiano Doni (Roma, 1 de abril de 1973) é um ex-futebolista italiano que atuava como meia. 
É o maior artilheiro da história da Atalanta com 112 gols, dos quais 103 foram assinalados nos campeonatos da Serie A e B. Ligado afetivamente à cidade de Bérgamo, acabou se tornando em 4 de dezembro de 2008 um cidadão benemérito. 
Pela seleção italiana, Doni estreou em 7 de novembro de 2001 em um amistoso disputado em Saitama contra o Japão. Na ocasião, realizou um gol no empate por 1 a 1. A boa atuação, seguida de uma ótima temporada com a camisa da Atalanta, o credenciou a ser convocado por Giovanni Trapattoni para a Copa do Mundo de 2002, disputada na Coreia do Sul e Japão. Na competição, atuou contra Equador e Croácia. Acabou fazendo sua última partida pelos azzurri em 12 de outubro de 2002, num encontro entre Itália e Sérvia e Montenegro pelas Eliminatórias da Euro 2004. Em um total vestindo azul, foram apenas 7 partidas e 1 gol.

## Títulos
Bologna
- Campeonato Italiano – Terceira Divisão: 1994–95
- Campeonato Italiano – Segunda Divisão: 1995–96

Brescia
- Campeonato Italiano – Segunda Divisão: 1996–97

Atalanta
- Campeonato Italiano – Segunda Divisão: 2010–11